# Psychose déficitaire
La psychose déficitaire est une classification nosologique créée par les pédopsychiatres et psychanalystes français Roger Misès et Jean-Louis Lang, pour inclure des formes de psychoses associées à un retard mental. Elles sont repérées dans la classification française des troubles mentaux de l'enfant et de l'adolescent (ou CFTMEA) sous le titre Psychose précoce déficitaire, dans la rubrique « Troubles envahissants du développement ».

## Description
La notion de psychose déficitaire est définie par Roger Misès et Jean-Louis Lang en s'inspirant des travaux de Mélanie Klein. La psychose précoce déficitaire est décrite dans la CFTMEA sous le numéro 1.02, comme un « Retard mental avec troubles autistiques ou psychotiques ». Elle comporte un retard mental sévère et « des accès d'angoisse psychotique associés à des régressions et à des comportements auto-agressifs ». Les psychoses déficitaires postulent l'existence d'un « noyau psychotique » dont l'expression va des « phénomènes dissociatifs » aux « épisodes de délires », et se différencie des autres formes de psychoses par « le caractère massif et la survenue d'emblée ». Cette notion inclut celles de « psychose à expression déficitaire » et de « débilité évolutive », mais exclut les autres psychoses de l'enfant et les déficiences dysharmoniques. Elle correspond à l'autisme atypique et aux autres troubles envahissants du développement dans la CIM-10.

## Histoire
Roger Misès a défini ce diagnostic dans le cadre de son suivi d'enfants à la fondation Vallée, qu'il a profondément réformée à partir des années 1950, en faisant un lieu de formation pour les pédopsychiatres. C'est dans le cadre de ces observations avec son équipe de pédopsychiatres qu'il définit la psychose déficitaire, afin de différencier « ce qui est de l'ordre du déficit justiciable d'une pédagogie et d'une rééducation adaptée », de ce qui est de l'ordre des « réactions défensives justiciables d'un soin », et de proposer une prise en charge plus interventionniste. La base de cette observation aboutit à une classification dans la CFTMEA répartie entre trois catégories principales : autisme typique ou atypique, psychose déficitaire, et dysharmonie psychotique.